# Jean Mandel
Pour les articles homonymes, voir Mandel.
Jean Mandel, né le 3 mars 1907 à Ivry-sur-Seine, mort le 19 juillet 1982  à Samoreau, est un mécanicien français.

## Biographie
Ancien élève de l'École polytechnique (promotion 1926) et de l'École des mines de Paris, ingénieur général des mines.
Il est nommé professeur à l'École des mines de Saint-Étienne dès 1932, puis à l'École des mines de Paris en 1948. Il passe ensuite quarante années au service de l'École polytechnique : répétiteur, maître de conférences et professeur de mécanique de 1951 à 1973. En 1961, il y crée le Laboratoire de mécanique des solides, laboratoire commun entre l'École polytechnique, l'École des mines de Paris, l'École des ponts et chaussées et le CNRS. Ses travaux couvrent tous les aspects de la mécanique du solide, mais c'est surtout dans le domaine de la plasticité appliquée à la mécanique des sols et à la mécanique des roches qu'il fait œuvre de pionnier. Il est également connu pour ces travaux sur la viscoélasticité linéaire et notamment le principe de correspondance, portant son nom.
Il fut le premier président du groupe français de rhéologie qu'il fonda en 1964. Le Groupe français de rhéologie lui dédie son colloque annuel en décembre 1982. Jean Mandel reçoit le Grand Prix du CEA en 1981.
Il est le père de Guy Roger Mandel (X 1960 ; né en 1940) et de René François Mandel (X 1961 ; né en 1942).

## Prix Jean Mandel
Le prix Jean Mandel a été créé en son honneur en 1982. Il est destiné à encourager la recherche scientifique dans le domaine de la mécanique des solides ou de la mécanique et rhéologie des matériaux. Il est attribué à un(e) jeune chercheur(se) ou une équipe de jeunes chercheurs, auteurs d'un travail original, de caractère théorique ou expérimental, dans ce domaine, du niveau de l’Habilitation à diriger des recherches, ou bien d'une application originale de résultats connus à l'Art de l'Ingénieur. Le concours est organisé tous les deux ans par le Laboratoire de Mécanique des Solides de l'École Polytechnique et par le Centre des Matériaux de l'École des Mines de Paris.
Liste des Lauréats :
- 1982- Bernard Halphen (5 octobre 1948 - 6 février 2020 )
- 1983- François Mudry (né le 10 juin 1952)
- 1984- Jean-François Agassant (né le 8 janvier 1950)
- 1985- Olivier (Paul Jean-Marie) Coussy (3 novembre 1953 - 15 janvier 2010)
- 1986- Marc Abouaf (né le 7 septembre 1953)
- 1987- Patrick de Buhan (né le 29 novembre 1952)
- 1988- Pierre Suquet
- 1989- Jean-Baptiste Leblond
- 1990- Philippe Bensussan
- 1991- Luc Dormieux
- 1992- Gilles Pijaudier-Cabot (né le 7 décembre 195X)
- 1993- Olivier Allix (né le 25 mars 1959)
- 1994- Bruno Cochelin ;
- 1995- Patrick Ballard ;
- 1996- Jacques Besson (né le 3 juillet 1963)
- 1997- Michel Bornert
- 1998- François Hild (né le 5 septembre 196X)
- 1999- Han Zhao
- 2000- Siegfried Fouvry
- 2001- Samuel Forest (né le 20 juillet 1968)
- 2003- Marc Fivel, Nicolas Moës (né en 1970)
- 2005- Bruno Sudret (né le 1er décembre 1972)
- 2007- Nicolas Roussel (né en 1971)
- 2009- Amine Ammar
- 2011- Julien Réthoré (né en 1978)
- 2013- Yann Gueguen (né en 1984)
- 2015- Nicolas Auffray (né le 20 mars 1981), Romain Quey
- 2017- Sébastien Brisard, Thilo Morgeneyer
- 2019- Cédric Bellis, Kostas Danas
- 2021- Laurence Bodelot, Kim Pham
- 2023- Jérémy Bleyer, Vladislav A. Yastrebov

## Sources
- Biographie par Pierre Habib

- Ressource relative à la recherche :   - Mathematics Genealogy Project
- Notice dans un dictionnaire ou une encyclopédie généraliste :   - Deutsche Biographie
- Notices d'autorité :   - VIAF
  - ISNI
  - BnF (données)
  - IdRef
  - LCCN
  - GND
  - Italie
  - Belgique
  - Pays-Bas
  - Pologne
  - Israël
  - NUKAT
  - WorldCat